# Khu rừng nhỏ của hai người
Khu rừng nhỏ của hai người (giản thể: 两个人的小森林; bính âm: Liǎng gèrén de xiǎo sēnlín; tên tiếng Anh: A Romance of the Little Forest) là một bộ phim truyền hình đô thị tình cảm Trung Quốc được đạo diễn bởi Thái Thông, với sự tham gia diễn xuất của Ngu Thư Hân và Trương Bân Bân. Bộ phim phát sóng trên nền tảng Youku bắt đầu từ ngày 15 tháng 9 năm 2022.
Phim xoay quanh một blogger thời trang luôn duy trì vẻ ngoài xinh đẹp, vì muốn trả lại "thù xưa" mà theo đuổi chàng giáo sư thực vật học lạnh lùng. Tuy nhiên, trong quá trình bày mưu tính kế lại một lần nữa rơi vào tay giặc, viết nên một câu chuyện tình yêu ngọt ngào hài hước.

## Nội dung
Thiếu nữ thôn quê Ngu Mỹ Nhân (Ngu Thư Hân) từng tỏ tình với học thần cùng lớp Trang Vũ (Trương Bân Bân), nhưng sự thờ ơ của anh lại vô tình tạo nên hiểu lầm và làm tổn thương cô. Nhiều năm sau, Ngu Mỹ Nhân nhận được bằng tiến sĩ ngành điểu học với thành tích xuất sắc, nhưng vì không muốn gồng gánh áp lực nghiên cứu khoa học nên cô đã chuyển nghề và trở thành một blogger thời trang. Hai người bất ngờ gặp lại nhau khi Trang Vũ đến làng Thanh Thủy để cứu thực địa, còn tình cờ ở trọ tại homestay của Ngu Mỹ Nhân. Trang Vũ vẫn tiếp tục cống hiến hết mình cho lĩnh vực nghiên cứu khoa học, và đã trở thành giáo sư thực vật học trẻ tuổi nhất tại đại học Hoa Quang. Trong quá trình làm việc, cả hai vừa hỗ trợ lại vừa “cà khịa” lẫn nhau, dần dà phát hiện ra những ưu điểm của đối phương. Một người không ngừng nỗ lực để vượt qua khó khăn, một người tích cực vận động bảo vệ môi trường, hai người tuy có xuất phát điểm khác nhau nhưng đều có chung lý tưởng xây dựng quê hương đất nước, kề vai sát cánh với tình yêu.

## Diễn viên
- Ngu Thư Hân vai Ngu Mỹ Nhân

Blogger thời trang và bà chủ nhà trọ tại làng Thanh Thủy. Dù cầm trên tay tấm bằng tiến sĩ điểu học, nhưng vì không muốn áp lực mà Ngu Mỹ Nhân quyết định đổi nghề. Cô để ý tới vẻ ngoài và duy trì dáng vẻ xinh đẹp động lòng người bằng những kỹ thuật trang điểm, thế nhưng trên thực tế, cô lại là một trạch nữ lôi thôi chính hiệu.
- Trương Bân Bân vai Trang Vũ

Giáo sư thực vật học lạnh lùng cấm dục, anh không có hứng thú với việc giao du cùng nhiều người mà chỉ để tâm đến dự án nghiên cứu của mình. Trang Vũ sống như một loài thực vật có quy củ, cuộc sống cực kì giản đơn. Anh có tính cách nhìn xa trông rộng lại phúc hắc, hễ mở miệng ra là nói lời sắc bén.
- Lệ Gia Kỳ vai Lý Điềm Điềm
- Đinh Quán Sâm vai Cận Hy
- Ngô Địch Phi vai Lữ Kiệm
- An Qua vai Lão Lý
- Lưu Kiệt Nghị vai Ngu Mỹ Nam
- Thôi Dịch vai Phùng Thúy Thúy
- Lý Diệp vai Ngu Đại Chiêu
- Lý Văn Linh vai Bà nội Lý
- Hà Trạch Viễn vai Đại Tề
- Trâu Cát Hân vai Nick
- Cao Dung Phuơng vai Hạ Chi
- Chu Quân Chính vai Trang Hối
- Diệp Khả Nhi vai Tiểu Phuơng

## Sản xuất
Bộ phim khai máy ngày 29 tháng 6 năm 2021, và công bố hai diễn viên chính vào ngày 14 tháng 7 năm 2021 bằng bộ ảnh kết hợp với tạp chí NeufMode. Ngày 16 tháng 10 năm 2021, phim chính thức thông báo đóng máy cùng loạt poster mới của dàn nhân vật.